# Mircea Romașcanu
Mircea Romașcanu (* 11. März 1953 in Otopeni) ist ein ehemaliger rumänischer Radrennfahrer und Radsporttrainer.
Romașcanu wurde als Achtzehnjähriger entdeckt und in das Team von Dinamo Bukarest aufgenommen, als er mit dem Fahrrad regelmäßig von seinem Heimatort Otopeni in die nahegelegene Hauptstadt Bukarest pendelte, wo er als Typograf arbeitete. Mit elf Teilnahmen an der Friedensfahrt ist er einer jener Sportler, die dieses Radrennen am häufigsten bestritten haben. Populär wurde der großgewachsene Romașcanu durch seine langen Solofluchten sowie zahlreiche Ausreißversuche und viel Führungsarbeit in Spitzengruppen. Ein möglicher Schritt zu den Profis, der aufgrund seines Leistungsvermögens möglich gewesen wäre, wurde ihm durch die Sportführung des Landes verwehrt. 1974 siegte er in der Rumänien-Rundfahrt. Zweimal 1978 und 1979 wurde er rumänischer Meister im Straßenrennen. 1979 gewann er die Etappenfahrt Cursa Moutilor, die für die rumänischen Nationalfahrer als Auswahlrennen für die Friedensfahrt angesetzt war. Neben seinen beiden nationalen Titeln im Straßenrennen gewann er auch je einmal die Meisterschaft in der Einerverfolgung und im Einzelzeitfahren. Bei den Balkan-Meisterschaften 1981 gewann er die Silbermedaille im Straßenrennen, nachdem er bereits 1975 den Titel geholt hatte. 1983 gewann er die Türkei-Rundfahrt.
2005 war er Trainer bei Dinamo Bukarest, 2008 und 2009 trainierte er die Radsportler von Delma 2003 Medgidia. Mit Hilfe der Unterstützung von Constantin Silviu Gheorghe, dem Bürgermeister von Otopeni, gründete er im Mai 2012 die Radsportabteilung von CS Otopeni, deren Führung er auch übernahm.

## Palmarès
| Zusammenfassung |        |                    |                           |
| Jahr            | Erfolg | Erfolg             | Rennen                    |
| 1974            | Sieger | Gesamtwertung      | Rumänien-Rundfahrt        |
| 1974            | Sieger | 8. Etappe          | Grand Prix Guillaume Tell |
| 1976            | Sieger | 11. Etappe, Teil a | Friedensfahrt             |
| 1978            | 3.     | Gesamtwertung      | Friedensfahrt             |
| 1981            | Sieger | 4. Etappe          | Friedensfahrt             |
| 1982            | Sieger | 12. Etappe         | Friedensfahrt             |
| 1983            | Sieger | Gesamtwertung      | Rumänien-Rundfahrt        |
| 1983            | Sieger | 4. Etappe          | Friedensfahrt             |
| 1983            | Sieger | 11. Etappe         | Friedensfahrt             |
| 1985            | Sieger | Gesamtwertung      | Rumänien-Rundfahrt        |
| 1988            | 2.     | Gesamtwertung      | Rumänien-Rundfahrt        |